# تئودور اشریش
تئودور اشریش (انگلیسی: Theodor Escherich؛ ۲۹ نوامبر ۱۸۵۷ – ۱۵ فوریهٔ ۱۹۱۱) باکتری شناس اهل آلمان بود. عمده شهرت وی به دلیل کشف باکتری ئی-کولای است.